# Curling-Juniorenweltmeisterschaft 2004
Die Curling-Juniorenweltmeisterschaft 2004 wurde vom 20. bis 28. März im kanadischen Trois-Rivières ausgetragen.

## Männer

### Teilnehmer
| Land        | Fourth               | Third          | Second              | Lead                 | Alternate        |
| ----------- | -------------------- | -------------- | ------------------- | -------------------- | ---------------- |
| Dänemark    | Kenneth Jørgensen    | Rasmus Stjerne | Mikkel Munch Krause | Mikkel Adrup Poulsen | Dennis Hansen    |
| Deutschland | Alexander Baumann    | Severin Walter | Ingmar Fritz        | Moritz Unterstab     | Thomas Unterstab |
| Italien     | Joel Retornaz        | Giorgio da Rin | Davide Corbellari   | Mirco Ferretti       | Silvio Zanotelli |
| Japan       | Yūsuke Morozumi      | Masahori Satoh | Yoichi Nakasato     | Kaisaku Fujimaki     | Kazuya Kobayashi |
| Kanada      | Ryan Sherrard        | Jason Roach    | Darren Roach        | Jared Bezanson       | Danial Sherrard  |
| Norwegen    | Håvard Petersson     | Petter Moe     | Anders Bjørgum      | Øivind A. Grøseth    | Hans Tømmervold  |
| Schottland  | Scott Hamilton       | Graham Smith   | Gareth Owen         | David Morton         | Craig Reid       |
| Schweden    | Niklas Edin          | Nils Carlsén   | Jörgen Granberg     | Fredrik Lindberg     | Anders Eriksson  |
| Schweiz     | Stefan Rindlisbacher | Sven Iten      | Michael Hammerer    | Reto Jetzer          | Toni Müller      |
| Südkorea    | Kim Soo-hyuk         | Kim Chang-min  | Park Jong-duk       | Kim Hyun Chul        | Seo Suk Jae      |

### Round Robin
| Datum | Zeit  | Begegnung              | Resultat |
| ----- | ----- | ---------------------- | -------- |
| 20.3. | 19:00 | Schweden – Südkorea    | 5:6      |
|       |       | Japan – Schweiz        | 7:5      |
|       |       | Italien – Kanada       | 8:10     |
|       |       | Dänemark – Deutschland | 7:8      |
|       |       | Schottland – Norwegen  | 9:2      |
| 21.3. | 12:00 | Deutschland – Schweiz  | 4:5      |
|       |       | Norwegen – Italien     | 7:6      |
|       |       | Schweden – Japan       | 6:4      |
|       |       | Kanada – Schottland    | 6:7      |
|       |       | Südkorea – Dänemark    | 11:1     |
|       | 20:00 | Italien – Schweden     | 2:13     |
|       |       | Kanada – Dänemark      | 10:4     |
|       |       | Schweiz – Schottland   | 5:4      |
|       |       | Norwegen – Südkorea    | 6:4      |
|       |       | Japan – Deutschland    | 2:8      |
| 22.3. | 14:00 | Südkorea – Japan       | 10:4     |
|       |       | Schottland – Schweden  | 3:4      |
|       |       | Deutschland – Norwegen | 4:5      |
|       |       | Schweiz – Kanada       | 10:5     |
|       |       | Dänemark – Italien     | 11:4     |
| 23.3. | 09:00 | Kanada – Norwegen      | 7:4      |
|       |       | Dänemark – Japan       | 6:11     |
|       |       | Schottland – Italien   | 8:9      |
|       |       | Deutschland – Schweden | 3:7      |
|       |       | Schweiz – Südkorea     | 5:2      |

| Datum | Zeit  | Begegnung                | Resultat |
| ----- | ----- | ------------------------ | -------- |
| 23.3. | 19:00 | Schottland – Deutschland | 6:5      |
|       |       | Schweiz – Norwegen       | 7:4      |
|       |       | Dänemark – Schweden      | 4:9      |
|       |       | Südkorea – Italien       | 5:4      |
|       |       | Kanada – Japan           | 7:6      |
| 24.3. | 14:00 | Schweiz – Dänemark       | 7:4      |
|       |       | Italien – Deutschland    | 8:7      |
|       |       | Kanada – Südkorea        | 2:7      |
|       |       | Schottland – Japan       | 9:2      |
|       |       | Norwegen – Schweden      | 4:8      |
| 25.3. | 09:00 | Japan – Italien          | 7:9      |
|       |       | Südkorea – Schottland    | 5:6      |
|       |       | Norwegen – Dänemark      | 4:8      |
|       |       | Schweden – Schweiz       | 6:3      |
|       |       | Deutschland – Kanada     | 4:6      |
|       | 19:00 | Dänemark – Schottland    | 4:7      |
|       |       | Schweden – Kanada        | 5:3      |
|       |       | Südkorea – Deutschland   | 5:6      |
|       |       | Japan – Norwegen         | 5:7      |
|       |       | Italien – Schweiz        | 4:8      |

| Platz | Team        | Spiele | Siege | Ndlg. |
| ----- | ----------- | ------ | ----- | ----- |
| 1.    | Schweden    | 9      | 8     | 1     |
| 2.    | Schweiz     | 9      | 7     | 2     |
| 3.    | Schottland  | 9      | 6     | 3     |
| 4.    | Südkorea    | 9      | 5     | 4     |
| 5.    | Kanada      | 9      | 5     | 4     |
| 5.    | Norwegen    | 9      | 4     | 5     |
| 5.    | Italien     | 9      | 3     | 6     |
| 8.    | Deutschland | 9      | 3     | 6     |
| 9.    | Japan       | 9      | 2     | 7     |
| 10.   | Dänemark    | 9      | 2     | 7     |

Im Tiebreaker um den 4. Platz siegte  Südkorea über  Kanada mit 7:4.

### Playoffs
|  | Halbfinale       | Halbfinale |            |    | Finale | Finale |
|  |                  |            |            |    |        |        |
|  | Schweiz          | 5          |            |    |        |        |
|  | Schottland       | 4          |            |    |        |        |
|  |                  |            |            |    |        |        |
|  |                  |            |            |    |        |        |
|  | Schweden         | 5          |            |    |        |        |
|  |                  | Schweiz    | 4          |    |        |        |
|  |                  |            |            |    |        |        |
|  | Spiel um Platz 3 |            |            |    |        |        |
|  |                  |            | Südkorea   | 5  |        |        |
|  | Schweden         | 10         | Schottland | 11 |        |        |
|  | Südkorea         | 3          |            |    |        |        |

### Endstand
| Platz | Land        |
| ----- | ----------- |
| 1     | Schweden    |
| 2     | Schweiz     |
| 3     | Schottland  |
| 4     | Südkorea    |
| 5     | Kanada      |
| 6     | Norwegen    |
| 7     | Italien     |
| 8     | Deutschland |
| 9     | Japan       |
| 10    | Dänemark    |

## Frauen

### Teilnehmerinnen
| Land               | Fourth              | Third            | Second            | Lead                                 | Alternate          |
| ------------------ | ------------------- | ---------------- | ----------------- | ------------------------------------ | ------------------ |
| Dänemark           | Madeleine Dupont    | Denise Dupont    | Helle Simonsen    | Maria Poulsen                        | Lene Nielsen       |
| Italien            | Diana Gaspari       | Rosa Pompanin    | Arianna Lorenzi   | Anna Ghiretti                        | Elettra De Col     |
| Japan              | Ai Kobayashi        | Akiko Yamazaki   | Megumi Kobayashi  | Megumi Mabuchi                       | Natsuki Yoshida    |
| Kanada             | Jill Mouzar         | Paige Mattie     | Blisse Comstock   | Chloe Comstock                       | Robyn Mattie       |
| Norwegen           | Linn Githmark       | Marianne Rørvik  | Stine Moe         | ÅIngrid Stensrudse Rommetveit Celius | Solveig Enoksen    |
| Russland           | Ljudmila Priwiwkowa | Nkeiruka Jesech  | Margarita Fomina  | Olga Arbuzova                        | Jekaterina Galkina |
| Schottland         | Sarah Reid          | Judith McFarlane | Frances McKerrow  | Nicola Munro                         | Rachael Simms      |
| Schweden           | Stina Viktorsson    | Sofie Sidén      | Anna Viktorsson   | Maria Wennerström                    | Jenny Zetterquist  |
| Schweiz            | Christine Urech     | Stéphanie Jäggi  | Sandra Gantenbein | Christine Dreier                     | Tania Grivel       |
| Vereinigte Staaten | Aileen Sormunen     | Courtney George  | Amanda Jensen     | Amanda McLean                        | Jessica Schultz    |

### Round Robin
| Datum | Zeit  | Begegnung                       | Resultat |
| ----- | ----- | ------------------------------- | -------- |
| 20.3. | 14:00 | Italien – Kanada                | 5:10     |
|       |       | Norwegen – Schweden             | 9:6      |
|       |       | Dänemark – Schottland           | 7:4      |
|       |       | Russland – Japan                | 5:6      |
|       |       | Vereinigte Staaten – Schweiz    | 6:5      |
| 21.3. | 08:00 | Japan – Schweden                | 3:8      |
|       |       | Schweiz – Dänemark              | 6:5      |
|       |       | Italien – Norwegen              | 4:11     |
|       |       | Schottland – Vereinigte Staaten | 4:10     |
|       |       | Kanada – Russland               | 10:5     |
|       | 16:00 | Dänemark – Italien              | 8:7      |
|       |       | Schottland – Russland           | 9:7      |
|       |       | Schweden – Vereinigte Staaten   | 14:1     |
|       |       | Schweiz – Kanada                | 4:5      |
|       |       | Norwegen – Japan                | 12:1     |
| 22.3. | 09:00 | Kanada – Norwegen               | 5:4      |
|       |       | Vereinigte Staaten – Italien    | 8:6      |
|       |       | Japan – Schweiz                 | 10:3     |
|       |       | Schweden – Schottland           | 7:4      |
|       |       | Russland – Dänemark             | 8:2      |
|       | 19:00 | Schottland – Schweiz            | 4:6      |
|       |       | Russland – Norwegen             | 10:8     |
|       |       | Vereinigte Staaten – Dänemark   | 5:7      |
|       |       | Japan – Italien                 | 6:9      |
|       |       | Schweden – Kanada               | 5:6      |

| Datum | Zeit  | Begegnung                     | Resultat |
| ----- | ----- | ----------------------------- | -------- |
| 23.3. | 14:00 | Vereinigte Staaten – Japan    | 10:5     |
|       |       | Schweden – Schweiz            | 7:6      |
|       |       | Russland – Italien            | 8:10     |
|       |       | Kanada – Dänemark             | 9:6      |
|       |       | Schottland – Norwegen         | 4:8      |
| 24.3. | 09:00 | Schweden – Russland           | 6:4      |
|       |       | Dänemark – Japan              | 6:7      |
|       |       | Schottland – Kanada           | 3:8      |
|       |       | Vereinigte Staaten – Norwegen | 5:10     |
|       |       | Schweiz – Italien             | 7:6      |
|       | 19:00 | Norwegen – Dänemark           | 5:6      |
|       |       | Kanada – Vereinigte Staaten   | 6:5      |
|       |       | Schweiz – Russland            | 9:5      |
|       |       | Italien – Schweden            | 2:8      |
|       |       | Japan – Schottland            | 3:8      |
| 25.3. | 14:00 | Russland – Vereinigte Staaten | 6:8      |
|       |       | Italien – Schottland          | 7:8      |
|       |       | Kanada – Japan                | 9:7      |
|       |       | Norwegen – Schweiz            | 7:4      |
|       |       | Dänemark – Schweden           | 6:7      |

| Platz | Team               | Spiele | Siege | Ndlg. |
| ----- | ------------------ | ------ | ----- | ----- |
| 1.    | Kanada             | 9      | 9     | 0     |
| 2.    | Schweden           | 9      | 7     | 2     |
| 3.    | Norwegen           | 9      | 6     | 3     |
| 4.    | Vereinigte Staaten | 9      | 5     | 4     |
| 5.    | Schweiz            | 9      | 4     | 5     |
| 6.    | Dänemark           | 9      | 4     | 5     |
| 7.    | Schottland         | 9      | 3     | 6     |
| 8.    | Japan              | 9      | 3     | 6     |
| 9.    | Italien            | 9      | 2     | 7     |
| 10.   | Russland           | 9      | 2     | 7     |

### Playoffs
|  | Halbfinale         | Halbfinale |                    |   | Finale | Finale |
|  |                    |            |                    |   |        |        |
|  | Schweden           | 5          |                    |   |        |        |
|  | Norwegen           | 6          |                    |   |        |        |
|  |                    |            |                    |   |        |        |
|  |                    |            |                    |   |        |        |
|  | Kanada             | 6          |                    |   |        |        |
|  |                    | Norwegen   | 9                  |   |        |        |
|  |                    |            |                    |   |        |        |
|  | Spiel um Platz 3   |            |                    |   |        |        |
|  |                    |            | Vereinigte Staaten | 6 |        |        |
|  | Kanada             | 8          | Schweden           | 7 |        |        |
|  | Vereinigte Staaten | 5          |                    |   |        |        |

### Endstand
| Platz | Land               |
| ----- | ------------------ |
| 1     | Norwegen           |
| 2     | Kanada             |
| 3     | Schweden           |
| 4     | Vereinigte Staaten |
| 5     | Schweiz            |
| 6     | Dänemark           |
| 7     | Schottland         |
| 8     | Japan              |
| 9     | Italien            |
| 10    | Russland           |